# Laske landsfiskalsdistrikt
Laske landsfiskalsdistrikt var 1918-1941 ett landsfiskalsdistrikt i Skaraborgs län, bildat när Sveriges indelning i landsfiskalsdistrikt trädde i kraft den 1 januari 1918, enligt beslut den 7 september 1917. Landsfiskalsdistriktet avskaffades den 1 oktober 1941 (genom kungörelsen 28 juni 1941) när Sverige fick en ny indelning av landsfiskalsdistrikt. Dess område överfördes då till det nybildade Vedums landsfiskalsdistrikt.
Landsfiskalsdistriktet låg under länsstyrelsen i Skaraborgs län.

## Ingående områden

### Från 1918
Laske härad:
- Larvs landskommun
- Laske-Vedums landskommun
- Längjums landskommun
- Södra Lundby landskommun
- Tråvads landskommun
- Västerbitterna landskommun
- Österbitterna landskommun